# 2B23 Nona-M1
2B23 Nona-M1 (rusky 2Б23 «Нона-М1» podle indexu GRAU) je ruský tažený minomet ráže 120 mm vyvinutý v Ústředním vědecko-výzkumném institutu přesného strojírenství (CNIITOČMAŠ) v Podolsku. Vychází z verze 2B18 Nona-M z konce 90. let 20. století, která se do sériové výroby nedostala.

Prototypy 2B23 se začaly testovat v roce 2003. V roce 2005 minomet absolvoval státní zkoušky a o dva roky později se začal zavádět do ozbrojených sil Ruské federace.

## Popis
2B23 váží 420 kg v bojovém postavení. Skládá se z pěti částí: drážkované hlavně, rámu se závěrem, dvoukolové lafety, opěrného ložiště a zaměřovací soustavy. Některé části byly převzaty z minometu 2B11 Sani (např. ložiště, optický zaměřovač MPM-44M s kolimátorem K-1 a přístrojem pro osvit LUČ-PM2M). Nona-M1 se nabíjí skrz závěr (čili ne ústím jako většina pěchotních minometů) a nedokáže vést přímou palbu na rozdíl od většiny zbraní z rodiny Nona.
K obsluze je potřeba pět vojáků. Minimální dostřel činí 0,45 km, maximální pak 12,8 km.